# Новопавлівка (Перекопський район)
Новопа́влівка (до 1945 року — Адій-Кийгач, крим. Adiy Qıyğaç) — село Перекопського району Автономної Республіки Крим.
Розташоване на сході району.
Відстань від райцентру до населеного пункта становить 13 кілометрів по прямій.